# Saint-Gédéon-de-Beauce
Saint-Gédéon-de-Beauce es un municipio canadiense situado en la provincia de Quebec.

## Superficie
Saint-Gédéon-de-Beauce tiene una superficie de 197,37 km².

## Demografía
En 2021, tenía 2093 habitantes, una densidad poblacional de 10,6 hab./km², y 956 viviendas.